# 革命防衛委員会 (ブルキナファソ)
革命防衛委員会（かくめいぼうえいいいんかい、フランス語: Comités de Défense de la Révolution、CDR）は、1983年から1987年にブルキナファソに存在したトーマス・サンカラによって設けられたサンカラの革命を推進する機関で、ローカルに点在し、職場に設置された。キューバの革命防衛委員会に影響され、また政治的かつ社会的な統制を行う機関として機能した。 

## 歴史

### 背景
フランスからの独立から20年後、オートボルタは軍事政権と反乱に苦しんでいた。1982年、ジャン＝バプティスト・ウエドラオゴが当時のセイェ・ゼルボ政権を転覆し、大衆救済評議会（CSP）の統治を開始した。しかし、CSPでは、1983年1月に首相に任命されたサンカラ大尉らが率いる急進派と、穏健派での対立が発展していた。
サンカラはその後すぐに逮捕されたが、1983年8月4日にブレーズ・コンパオレ大尉によるクーデターによって解放され、大統領に就任した。また、国を統治するために革命民族評議会(CNR)が設立された。彼は社会的、文化的、経済的、政治的な改革を行い始め、彼はそれを「民主的で大衆的な革命」（フランス語: Révolution démocratique et populaire、RDP）と呼んだ。
サンカラの政策には、伝統的首長の特権の廃止、女性の権利向上、腐敗の撲滅、反帝国主義に基づく外交政策、土地の再分配、予防接種、識字運動、農地改革の推進などが含まれていた。彼は革命から１年経った時、新しい国民性を促進するために、国号をオートボルタからブルキナファソに改名した。彼は、社会の根本的な変革を達成するために、ますます国に対する政府の統制を行使し、最終的には労働組合と独立した報道機関を禁止した。また、腐敗した役人、「怠惰な労働者」、そして反革分子と見做された人々が、人民革命会議で公に裁判にかけられた(フランス語: Tribunaux populaires de la Révolution 、TPR)。 

### 結成
改革を実行するための主な方法の１つとして、クーデター後のサンカラの最初の演説で初めて革命防衛委員会が言及された。彼はオートボルタの国民に、国内外のサンカラ政権への攻撃を防ぎ、愛国的な闘争に完全参加するために、あらゆる場所で革命防衛委員会を結成するようにと呼びかけた。 チェ・ゲバラとキューバ革命に大きく影響を受けたサンカラは、キューバのCDRを参考にした。 フィデル・カストロによって1960年に結成されたこのCDRは、カストロによって「革命的警戒の集合的組織」と呼ばれた。 

### 運用
しかし、サンカラはCDRを、社会の新しい基盤、ブルキナファソの地域レベルでの社会的空間での生活に革命をもたらしうる大衆の結集の拠点として稼働させようと考えていた。社会の基本的機能を再構築するという目標は、CDRによって、国民を動員し、政治教育を実施することを通して実行された。 人々を統治に関与させることも「軍による権力掌握を回避する最善の方法」として描かれ 、その影響で、CDRは行政、経済、司法の責任を負っていた。 
また、ガーナでは、暫定国家防衛評議会（PNDC）が統治し、ジェリー・ローリングス空軍大尉が率いる軍事政権が、同様に革命防衛委員会と呼ばれる組織を1984年12月31日に設立した。この組織は、ブルキナファソのCDRに影響されたと考えられている。ガーナのCDRは「腐敗に対する監視役として行動する」ことを目的としており 、以前の人民と労働者の防衛委員会に取って代わった。 

### 消滅
1987年10月15日、サンカラは、元同僚であり友人であったブレーズ・コンパオレのクーデターによって殺害された。サンカラが死んだということを知っているにもかかわらず、一部のCDRは、数日間、軍に対して武力抵抗を示した。
サンカラの後に大統領を務めたコンパオレは、すぐにサンカラの改革の殆どを白紙にすることを試みた。その中で、革命防衛委員会はすぐに廃止された。 

## 批判
革命防衛委員会は、一部の人からは、社会主義革命のためというより、むしろ他の共産主義国にある組織のように、国家による弾圧を行うために作られたと考えられている。また、CDRは、労働組合などを脅迫し弱体化させるために結成されたとさえ言われている。 ウガンダのカトリックの司祭のエマニュエル・カトンゴレは、CDRを「真に変革された新しい社会の姿を示す支援や模範ではなく、行政の片腕、自警団として機能した」と書いている。 
それとは別に、CDRが最初からそのような目的で作られたのではなく、ゆっくりとそのような活動に陥り、人気のある大衆組織から労働組合員と衝突する武装した凶悪犯のギャングに悪化したとも考えられている。 